# Caproni Ca.165
Il Caproni Ca.165 era un prototipo di aereo da caccia biplano realizzato dall'azienda italiana Aeronautica Caproni negli stabilimenti di Taliedo alla fine degli anni trenta.
Ultimo progetto dell'ingegner Raffaele Conflenti era in competizione per sostituire nei reparti della Regia Aeronautica il precedente caccia biplano Fiat C.R.32 ma in una comparazione con il nuovo progetto di Celestino Rosatelli, il C.R.42, ne uscì sconfitto e non venne avviato alla produzione.

## Storia
Nel 1936, il Ministero dell'aeronautica emise una specifica per la fornitura di un aereo da caccia per poter dotare la Regia Aeronautica di una nuova generazione di velivoli in sostituzione di pari ruolo progettati il decennio precedente, come il Fiat C.R.20.
Il Concorso Caccia Intercettore Terrestre, questa la designazione ufficiale, venne diviso in due gruppi distinti, il I (primo) che riguardava i progetti in configurazione alare biplana al quale vennero presentati i Fiat C.R.42 e Caproni Ca.165, ed il II (secondo) che prevedeva un progetto monoplano al quale risposero sei aziende aeronautiche con i modelli AUSA AUT 18, IMAM Ro.51, Fiat G.50, Macchi M.C.200, Caproni Vizzola F.5 e Reggiane Re.2000. Le due differenti configurazioni vennero valutate in due distinti gruppi omogenei con prove comparative ad opera di diversi piloti collaudatori che si alternavano, come consuetudine, sui vari modelli per saggiarne le caratteristiche e metterle in relazione tra loro.
Venne preferito dalla commissione esaminatrice il Fiat C.R.42 Falco perché più maneggevole e dotato di un motore più affidabile, anche se meno prestazionale e meno armato del Caproni Ca.165.

### Sviluppo
La Caproni tentò di aggiudicarsi il concorso presentando sia la versione biplana, concepita a Taliedo, che quella monoplana, realizzata negli stabilimenti di Vizzola Ticino e di Reggio Emilia. Il progetto del primo venne affidato a Raffaele Conflenti, assunto dopo che aveva abbandonato i Cantieri Riuniti dell'Adriatico, il quale si affidò ad un elaborato progetto a tecnica mista abbinato ad un motore ancora in fase sperimentale prodotto dalla Isotta Fraschini, anch'essa acquisita dal Gruppo Caproni nel 1932. L'abbinamento però diede un risultato complessivo negativo sia per l'eccessivo costo di produzione del modello sia per la carente affidabilità del gruppo propulsione.
Il prototipo venne portato in volo per la prima volta il 16 febbraio 1938 da Arturo Ferrarin, con qualche mese di anticipo sul diretto avversario C.R.42, ma, pur non riscontrando problemi particolari, l'affidabilità del motore non gli consentì di sfruttare i 60 CV (nominali) superiori al radiale con il quale era equipaggiato il Fiat. Ad un confronto diretto, le prestazioni generali a favore del C.R.42 affiancate dal maggior costo di produzione, quasi il doppio del Ca.165, garantirono al caccia Fiat la supremazia sull'avversario ed un contratto di fornitura.
Il 31 agosto 1939 il Ministero dell'aeronautica comunicò l'intenzione di ordinare 12 esemplari, senza dare però mai seguito concreto. Fu tentata anche la via della produzione su licenza in Belgio, Bulgaria e Ungheria, senza maggiore fortuna. Nel tentativo di dare un seguito al progetto, la Caproni ipotizzò un Ca.175, motorizzato con un Isotta-Fraschini da 1000 CV, per il quale non si andò oltre i disegni.

## Velivoli comparabili
Cecoslovacchia
- Avia B-534